# Nepenthes palawanensis
A Nepenthes palawanensis é uma planta carnívora gigante que foi descoberta em 2010 pelo cientista Stewart Mcpherson. Foi encontrada no topo de uma montanha na ilha de Palawan, nas Filipinas.